# آنا پوواوسکا
آنا پوواوسکا (لهستانی: Anna Puławska؛ زادهٔ ۷ فوریهٔ ۱۹۹۶) قایقران کانو زن اهل لهستان است.
وی در مسابقات کشوری و بین‌المللی در مجموع برندهٔ ۴ مدال نقره، ۵ مدال برنز شده‌است.